# 11040 Wundt
11040 Wundt este un asteroid din centura principală de asteroizi.

## Descriere
11040 Wundt este un asteroid din centura principală de asteroizi. A fost descoperit pe 3 septembrie 1989 la Observatoire de Haute-Provence de Eric Walter Elst. Asteroidul prezintă o orbită caracterizată de o semiaxă mare de 2,24 ua, o excentricitate de 0,20 și o înclinație de 0,9° în raport cu ecliptica.